# Sei giorni di Anversa
La Sei giorni di Anversa era una competizione di ciclismo su pista disputata tra il 1934 e il 1994 nella città di Anversa, in Belgio, con la formula della sei giorni.

## Storia
La prima edizione si svolse dal 9 al 15 febbraio 1934, nel velodromo di Merksem, e fu vinta dagli olandesi Jan Pijnenburg e Cor Wals. La gara si svolse da allora con cadenza annuale, affiancando nel calendario belga le più antiche sei giorni di Bruxelles e di Gand. Interrotta a causa della seconda guerra mondiale, tornò a essere organizzata nel 1947.
Nel 1956 fu vinta tra gli altri da Stan Ockers, che pochi mesi dopo sarebbe morto proprio durante una gara nello stesso velodromo. Dal 1984 al 1986 e nel 1989 non si svolse, mentre l'ultima edizione fu nel gennaio 1994. Il nederlandese Peter Post, uno dei seigiornisti più titolati, detiene il record di vittorie, con 11 successi tra il 1959 e il 1971.

## Albo d'oro
Aggiornato all'edizione 1994.
| Anno    | Vincitori                              | Secondi                                | Terzi                                   |
| ------- | -------------------------------------- | -------------------------------------- | --------------------------------------- |
| 1934    | Jan Pijnenburg & Cor Wals              | Albert Buysse & Roger Deneef           | Emil Richli & Adolf Schoen              |
| 1935    | Learco Guerra & Adolf Van Nevele       | René Martin & Dieudonné Smets          | Frans Bonduel & Constant Huys           |
| 1936    | Kamiel Dekuysscher & Roger Deneef      | Adolphe Charlier & Maurice Depauw      | Georges Ronsse & Adolf Schoen           |
| 1937    | Jan Pijnenburg & Frans Slaats          | Albert Billiet & Albert Buysse         | Maurice Depauw & Georges Ronsse         |
| 1938    | Albert Billiet & Albert Buysse         | Cees Pellenaars & Frans Slaats         | Jan Pijnenburg & Cor Wals               |
| 1939    | Albert Billiet & Albert Buysse         | Gerrit Boeyen & Cor Wals               | Karel Kaers & Omer De Bruycker          |
| 1940    | Gerrit Boeyen & Gerrit Schulte         | Achiel Bruneel & Roger Deneef          | Robert Naye & Adelin Van Simaeys        |
| 1941-46 | non disputata                          | non disputata                          | non disputata                           |
| 1947    | Achiel Bruneel & Omer De Bruycker      | Gerrit Boeyen & Gerrit Schulte         | Guy Lapébie & Arthur Sérès              |
| 1948    | René Adriaenssens & Albert Bruylandt   | Maurice Depauw & Edward Thyssen        | Stan Ockers & Rik Van Steenbergen       |
| 1949    | Gerrit Boeyen & Gerrit Schulte         | Cees Pellenaars & Gerrit Peters        | Maurice Depauw & Robert Naye            |
| 1950    | Achiel Bruneel & Rik Van Steenbergen   | Gerrit Peters & Gerrit Schulte         | Edward Thyssen & Arie van Vliet         |
| 1951    | Reginald Arnold & Alfred Strom         | René Adriaenssens & Albert Bruylandt   | Achiel Bruneel & Josef De Beuckelaer    |
| 1952    | Reginald Arnold & Alfred Strom         | Achiel Bruneel & Rik Van Steenbergen   | Gerrit Peters & Gerrit Schulte          |
| 1953    | Achiel Bruneel & Oscar Plattner        | Gerrit Peters & Gerrit Schulte         | Dominique Folrini & Ferdinando Terruzzi |
| 1954    | Gerrit Peters & Gerrit Schulte         | Oscar Plattner & Armin Von Büren       | Stan Ockers & Rik Van Steenbergen       |
| 1955    | Stan Ockers & Rik Van Steenbergen      | Gerrit Peters & Gerrit Schulte         | Walter Bucher & Jean Roth               |
| 1956    | Arnold, Ockers & Roth                  | Rijckaert, Severeyns & Van Steenbergen | Derkens, Peters & Schulte               |
| 1957    | Arnold, Lauwers & Terruzzi             | Gillen, Schulte & Von Büren            | Severeyns, Vannitsen & Van Steenbergen  |
| 1958    | Arnold, Severeyns & Van Steenbergen    | Bugdahl, Roth & Schulte                | Derkens, Wagtmans & van Est             |
| 1959    | Bugdahl, Schulte & Post                | Arnold, Depaepe & Terruzzi             | Severeyns, Van Steenbergen & Lauwers    |
| 1960    | Plantaz, Post & Schulte                | Proost, Severeyns & Van Steenbergen    | Aerenhouts, Arnold & Terruzzi           |
| 1961    | Post & Vannitsen & Rik Van Looy        | Maes, Severeyns & Van Steenbergen      | Jensen, Nielsen & Proost                |
| 1962    | Plattner, Post & Van Looy              | Jensen, Severeyns & Van Steenbergen    | Arnold, Bugdahl & Pfenninger            |
| 1963    | Jensen, Proost & Van Steenbergen       | Arnold, Post & Vannitsen               | Bugdahl, Pfenninger & Scrayen           |
| 1964    | Foré, Pfenninger & Post                | Jensen, Proost & Van Steenbergen       | Bugdahl, Renz & Scrayen                 |
| 1965    | Bugdahl, Janssen & Post                | Eugen, Jensen & Van Steenbergen        | Sercu, Severeyns & Verschueren          |
| 1966    | Janssen, Post & Pfenninger             | Bugdahl, Merckx & Sercu                | Baensch, Proost & Verachtert            |
| 1967    | Janssen, Post & Pfenninger             | Bugdahl, Merckx & Sercu                | Proost, Severeyns & Tom Simpson         |
| 1968    | Renz, Severeyns & Verschueren          | Pfenninger, Post & Van Looy            | Bugdahl, Janssen & Sercu                |
| 1969    | Post, Sercu & Van Looy                 | Duyndam, Pfenninger & Proost           | Renz, Severeyns & Verschueren           |
| 1970    | Bugdahl, Pijnen & Post                 | Deloof, Sercu & Van Lancker            | Renz, Verschueren & Van Looy            |
| 1971    | Duyndam, Pijnen & Post                 | Kemper, Monséré & Stevens              | Godefroot, Renz & Verschueren           |
| 1972    | Duyndam, Pijnen & Verschueren          | Sercu, Van Lancker & Van Linden        | Gilmore, Schulze & Stevens              |
| 1973    | Duyndam, Koel & Pijnen                 | Bugdahl, Gilmore & Guimard             | Godefroot, Seeuws & Verschueren         |
| 1974    | Eddy Merckx & Patrick Sercu            | René Pijnen & Rik Van Linden           | Léo Duyndam & Gerben Karstens           |
| 1975    | Eddy Merckx & Patrick Sercu            | Graeme Gilmore & Julien Stevens        | René Pijnen & Alain Van Lancker         |
| 1976    | Eddy Merckx & Patrick Sercu            | Dieter Kemper & Freddy Maertens        | Graeme Gilmore & Rik Van Linden         |
| 1977    | Freddy Maertens & Patrick Sercu        | Albert Fritz & Marc Demeyer            | René Pijnen & Rik Van Linden            |
| 1978    | Danny Clark & Freddy Maertens          | Donald Allan & René Pijnen             | Roman Hermann & Marc Demeyer            |
| 1979    | Fritz, Pijnen & Vaarten                | Sercu, De Vlaeminck & Van Linden       | Bracke, Peffgen & Tourné                |
| 1980    | Peffgen, Pijnen & De Vlaeminck         | Allan, Clark & De Wolf                 | Hermann, Schütz & Gery Verlinden        |
| 1981    | René Pijnen & Fons De Wolf             | Wilfried Peffgen & Stan Tourné         | Roman Hermann & Michel Vaarten          |
| 1982    | Patrick Sercu & Roger De Vlaeminck     | Gert Frank & René Pijnen               | Donald Allan & Stan Tourné              |
| 1983    | René Pijnen & Stan Tourné              | Patrick Sercu & Étienne De Wilde       | Roman Hermann & Michel Vaarten          |
| 1984-86 | non disputata                          | non disputata                          | non disputata                           |
| 1987    | Danny Clark & Étienne De Wilde         | Roman Hermann & Stan Tourné            | Anthony Doyle & Eric Vanderaerden       |
| 1988    | Stan Tourné & Étienne De Wilde         | Danny Clark & Roger Ilegems            | Adriano Baffi & Anthony Doyle           |
| 1989    | non disputata                          | non disputata                          | non disputata                           |
| 1990    | Eric Vanderaerden & Étienne De Wilde   | Pierangelo Bincoletto & Guido Bontempi | Johan Bruyneel & Danny Clark            |
| 1991    | Rudy Dhaenens & Étienne De Wilde       | Stan Tourné & Jens Veggerby            | Johan Bruyneel & Danny Clark            |
| 1992    | Stan Tourné & Jens Veggerby            | Urs Freuler & Peter Pieters            | Adriano Baffi & Pierangelo Bincoletto   |
| 1993    | Konstantin Chrabzov & Étienne De Wilde | Urs Freuler & Peter Pieters            | Pierangelo Bincoletto & Guido Bontempi  |
| 1994    | Jens Veggerby & Étienne De Wilde       | Adriano Baffi & Pierangelo Bincoletto  | Kurt Betschart & Bruno Risi             |